# Detlef Kühn
Detlef Kühn (* 16. November 1936 in Potsdam) ist ein deutscher Publizist, ehemaliger Politiker (FDP), Rundfunkdirektor und Genealoge (Familienforscher).

## Leben
Detlef Kühn, Sohn eines aus Riga stammenden kaufmännischen Angestellten, verbrachte seine Schulzeit bis 1952 in seiner Geburtsstadt Potsdam. Danach zog er mit seiner Familie in den Westteil von Berlin, wo er 1956 sein Abitur ablegte und an der Freien Universität Berlin ein Studium der Rechtswissenschaften aufnahm. 1960 legte er dort sein erstes und, nach Tätigkeit als Rechtsreferendar 1965 sein zweites juristisches Staatsexamen ab. 1964 wurde Kühn Mitglied der FDP.
Nach Abschluss des Studiums heiratete er und zog 1966 mit seiner Frau nach Bonn, um auf Wunsch von Hans-Dietrich Genscher eine Stelle als wissenschaftlicher Mitarbeiter bei der FDP-Bundestagsfraktion zu übernehmen. In dieser wurde er für die Bereiche Außen-, Deutschland- und Sicherheitspolitik zuständig. 1969 wechselte Kühn mit Genscher in das Bundesinnenministerium, wo er fortan als persönlicher Referent arbeitete. Kurz zuvor übernahm er für mehrere Jahre den Vorsitz der FDP Bonn, scheiterte aber in seinen Bemühungen, auf diesem Weg ein Bundestagsmandat zu erringen, da Kühn zum an Einfluss verlierenden rechtsliberalen FDP-Flügel um Erich Mende gehörte. 1972 wurde Detlef Kühn Präsident des dem Bundesministerium für innerdeutsche Beziehungen unterstehenden Gesamtdeutschen Instituts (BfgA). 1981 wurden in einem Artikel des Magazins Der Spiegel Konflikte innerhalb des Instituts thematisiert. Der Artikel warf die Frage auf, ob zahlreiche Entlassungen und Versetzungen in diesem Institut Ausdruck einer „politischen Säuberung“ seien, und stellte den Präsidenten als Spitze einer „rechten Mafia“ dar, nachdem zahlreiche weniger rechts eingestellte Referenten ausgesperrt worden seien und „scharfmacherischer und entspannungsfeindlicher“ Ersatz an die Stelle getreten sei.
Kühn blieb Präsident, bis sein Institut nach der deutschen Wiedervereinigung 1991 aufgelöst wurde.
In der Folgezeit übernahm Kühn 1992 zeitweilig die Funktion des Verwaltungs- und Rundfunkdirektors von Sachsen Radio, das dann als Anstalt im Mitteldeutschen Rundfunk (MDR) aufging. Danach war er Präsident der Landesmedienanstalt für den privaten Rundfunk in Dresden, bis er nach sieben Jahren auf Initiative von Ministerpräsident Kurt Biedenkopf abgelöst wurde.
Kühn gehörte 1974 zu den acht Gründungsmitgliedern der Deutschen Krebshilfe.
Er publiziert u. a. in der Wochenzeitung Junge Freiheit. Diese sah in einer Würdigung zu Kühns 70. Geburtstag in ihm „einen Fels in der Brandung des antinationalen Zeitgeistes“.
Als Familienforscher beschäftigte sich Kühn viele Jahrzehnte hauptsächlich mit baltischer Genealogie.
Kühn lebt in Berlin.

## Auszeichnungen
- 2010 wurde Kühn zum Ehrenvorsitzenden der genealogischen Arbeitsgemeinschaft ostdeutscher Familienforscher ernannt,[6] der er von 1982 bis 2010 vorstand.[7]

## Veröffentlichungen
- Das Gesamtdeutsche Institut im Visier der Staatssicherheit (= Schriftenreihe des Berliner Landesbeauftragten für die Unterlagen des Staatssicherheitsdienstes der ehemaligen DDR. Band 13). Berlin 2001, ISBN 3-934085-11-3; 3., ergänzte Auflage: Berlin 2011 (PDF; 371 kB).
- Lenore Kühn. Eine nationale Mitstreiterin der Frauenbewegung. Cardamina, Plaidt 2010, ISBN 978-3-938649-84-8.
- Genealogische Aufsätze in der Zeitschrift für Ostdeutsche Familiengeschichte.